# 臭氧化銫
臭氧化銫是具有銫陽離子的臭氧化物，化學式為CsO3，其在常溫常壓下為紅色易碎固體。

## 製備

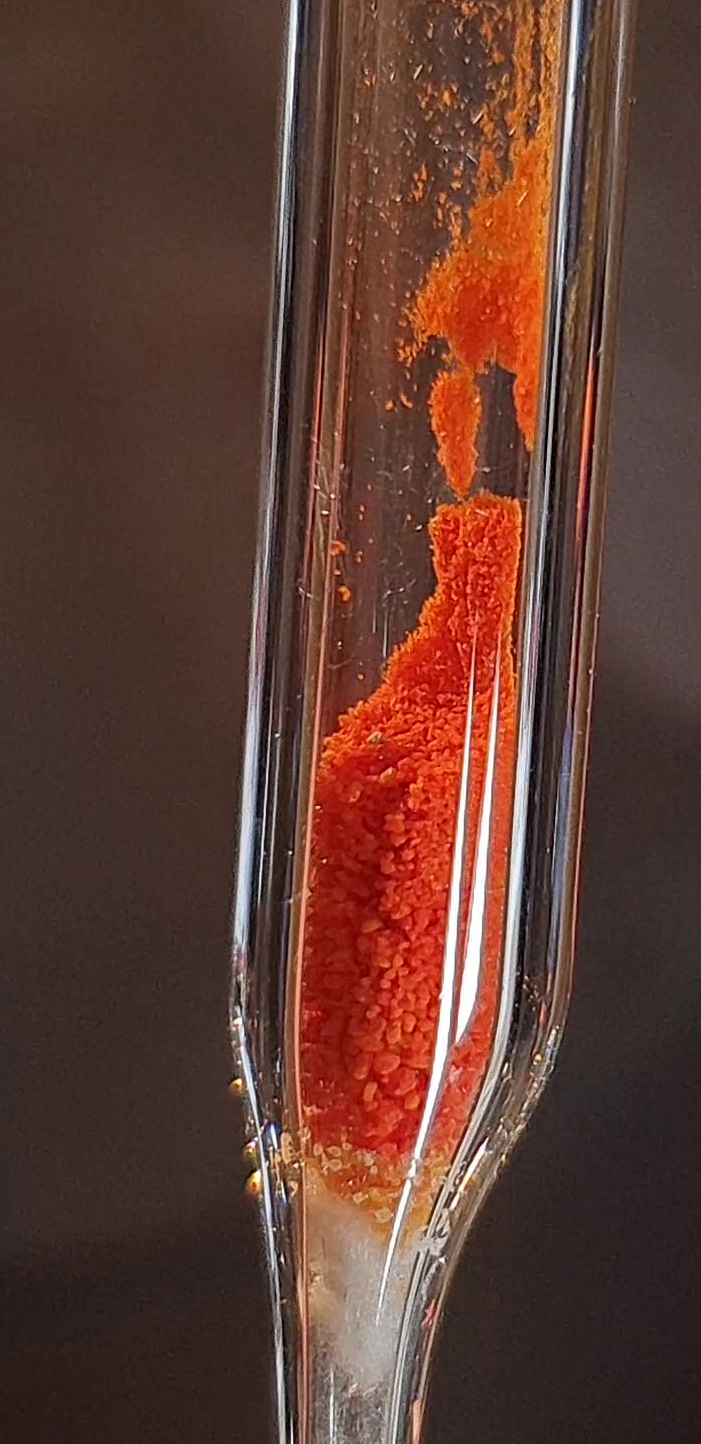
含有超氧化铯杂质的臭氧化铯

臭氧化銫可由混合超氧化銫和臭氧後，由液氨萃取得到。
{\displaystyle {\ce {CsO2 +O3->CsO3 +O2}}}

## 化學性質
臭氧化銫是一種紅色固體，在不同溫度下有兩種結晶型態。在8℃以下的環境中，其穩定晶體結構與臭氧化銣相同為单斜晶系，具有P21/c組群，晶格常數為：a = 675.1 pm, b = 626.7 pm, c = 901.5 pm and β = 120.74°，每個晶體原胞內有4個臭氧化銫離子化合物。但在高於8℃的情況下，臭氧化銫的結晶會化為如氯化銫簡單立方的結晶型態，其晶格常數為a = 436.06 pm，而其臭氧離子排列無序。
在高於53℃情況下，臭氧化銫會降解為超氧化銫和氧氣：
{\displaystyle {\ce {2CsO3->[53 ^{o}C]2CsO2 +O2}}}
當臭氧化銫溶於水中時，會分解形成氧氣和氫氧化銫：
{\displaystyle {\ce {4CsO3 +2H2O->5O2 +4CsOH}}}